# Анис алый
«Анис алый» — универсальный сорт яблони домашней. Синонимы регистрационного названия: Анис Бархатный, Анис Красный, Анис Кумачовый, Анис Сафьяновый. Сорт довольно широко используется в селекции. На государственном испытании с 1939 года. Включён в государственный реестр в 1947 году по Северо-Западному (Тверская область, Костромская область, Ярославская область), Волго-Вятскому (Нижегородская область, Республика Марий Эл, Удмуртия, Чувашия), и Средневолжскому (Самарская область, Татарстан) регионам.

## Происхождение
Возможно, является мутацией сорта «Анис полосатый».
Анисы – это старинные поволжские сорта осеннего созревания, которые в прошлом веке занимали в садах Поволжья такое же место, как антоновка в центральных областях средней полосы России. Анисы представляют большую семью клонов, которые имеют много общего между собой. Отдельные сорта и формы анисов отличаются по морфологическим, биологическим и хозяйственным признакам. В Саратовской области В. К. Левошин выявил 60 разновидностей аниса. В Волгоградской и северной части Астраханской области В. В. Малыченко обнаружил 40 разных форм, которые различаются по многим признакам, но главным образом, по окраске плодов и срокам их созревания. Основными разновидностями этого сортотипа являются «Анис полосатый», «Анис розово-полосатый» и «Анис алый».

## Характеристика сорта
Дерево высокорослое. Крона широкопирамидальная, с возрастом округлая, густоты средней. Деревья вступают в плодоношение на 4—5 год после посадки. Плодоносит ежегодно. При полном развитии дает 200—300 кг яблок с дерева, затем появляется периодичность плодоношения и плоды становятся мельче.
Основные ветви изогнуты, приподняты вверх, слегка коленчатые, сравнительно тонкие, светло-коричневого цвета. Плодоносит преимущественно на трёхлетней древесине, на копьецах и сложных кольчатках. Побеги слегка изогнутые, с короткими междоузлиями, коричневой окраски с красным оттенком и небольшим количеством округлых, крупных, но чаще средней величины чечевичек, побеги слабо опушенные или голые. 
Листья средней величины и длины, зелёные, реже овальной и яйцевидной формы, но чаще округлые, с коротким кончиком и округлым основанием, заметно изогнутые, в основании немного сложенные, мелко зазубренные, городчатые или городчато-пильчатые, слабоволнистые по краю. Поверхность листа матовая, слегка морщинистая в средней части, с характерными вдавленностями, диаметром с горошину. Черешок листа довольно короткий, имеет сильное опушение, окрашен слабым антоцианом без перехода на центральный нерв. Опушение листовой пластинки слабое или среднее. Нервация сильно выраженная, крупно сетчатая без окраски антоцианом. Листья расположены под прямым углом к побегу. Прилистники небольшие, узколанцетной формы. 
Цветки имеют бело-розовые бутоны, при распускании цветок средней величины, чашевидной формы, лепестки белые с зеленоватым оттенком, удлиненно-овальные, вогнутые, крупноволнистые по краю, колонка пестика довольно короткая, сильно опушенная, столбики голые по всей длине, иногда имеется опушение у основания. Рыльца пестиков располагаются немного выше уровня пыльников. 
Плоды мелкие, средний вес 63 грамма, плоскоокруглой, репчатой формы. Поверхность слаборебристая, гладкая. Воронка от узкой до широкой, глубина средняя или большая, иногда со средней оржавленностью. Блюдце узкое, с круглыми краями, складчатое, средней глубины. Плодоножка средней толщины, короткая. Кожица гладкая, блестящая, при съёме зеленоватая, по мере вызревания слабо-желтоватая с сизым налётом. Покровная окраска на большей части плода в виде размытого красного румянца. Подкожные точки малозаметные. Мякоть зеленовато-белая, нежная, сочная, мелкозернистая. Вкус хороший, кисловато-сладкий с характерным анисовым ароматом и привкусом. Сроки потребления: от летнего до раннезимнего, чаще осенний. Плоды хранятся 35—40 дней. Товарность плодов средняя 79—80%, в том числе высшего сорта и первого сорта — 34—36%. Плоды потребляются в свежем виде и хороши для переработки на соки, приготовления повидла, пастилы, сушёных яблок и других продуктов. 
Зимостойкость деревьев в Нижнем Поволжье довольно высокая, однако засухоустойчивость и жаростойкость сравнительно слабые. Эти показатели значительно повышаются при выращивании деревьев этого сорта в условиях регулярного орошения. Широкое распространение анисов в Поволжье объясняется, прежде всего, их высокой экологической приспособленностью к резко континентальным условиям. Сорт сравнительно устойчив к парше и поражается лишь в годы сильных эпифитотий на 1 балл, сильнее сорт поражается мучнистой росой – до 4 баллов. 
Достоинства сорта: высокая экологическая приспособленность, высокая долговечность дерева, красивая окраска, приятный вкус и транспортабельность плодов, пригодность для потребления не только в свежем виде, но и использование в виде сырья для перерабатывающей промышленности, очень высокая урожайность, относительно высокая зимостойкость, плоды до съёмной зрелости достаточно прочно удерживаются на дереве. 
Недостатки: поражаемость деревьев мучнистой росой, сравнительно небольшой размер плодов, периодичность плодоношения, практически самобесплодный (нуждается в опылителях, лучшими из которых являются Яндыковское и Июльское Черненко), низкая скороплодность, поражаемость паршой средняя, чёрным раком сильная, плоды восприимчивы к гнилям при хранении.